# Bryce Bennett
Bryce Bennett, (sinh ngày 11 tháng 11 năm 1984) một chính khách người Mỹ đến từ Montana. Là một đảng viên Dân chủ, ông phục vụ tại Thượng viện Montana đại diện cho thượng viện quận 50 có trụ sở tại Missoula. Trước đây ông đã phục vụ tại Hạ viện Montana từ năm 2011 đến 2019, đại diện cho quận 91.

## Tuổi thơ và giáo dục
Sinh ra ở Billings, Bennett là một người Montalia thế hệ thứ năm. Khi còn trẻ, gia đình ông chuyển đến Hysham, Montana, khi Bennett lên tám tuổi, đến Thung lũng Missoula. Ông học trường tiểu học Lolo và trường trung học Big Sky, trước khi đăng ký vào trường đại học Montana.
Khi còn ở Đại học Montana, Bennett đã tham gia rất nhiều vào các hoạt động chính trị, phục vụ trong các vị trí được bầu với Thượng viện Sinh viên (ASUM), Liên minh Lambda và College Democrats. Là một sinh viên đại học, ông từng là chủ tịch của Liên đoàn Dân chủ Cao đẳng Montana, một nhóm toàn tiểu bang.

## Chính trị
Sau khi tốt nghiệp năm 2007, Bennett đi làm việc cho Ủy ban Quốc gia Dân chủ ở miền tây Montana. Sau cuộc bầu cử năm 2008, Bennett chuyển đến Helena để nhận một công việc với Đảng Dân chủ tại Nhà Montana.
Khi Dân biểu Robin Hamilton (D–Missoula) tuyên bố rằng ông sẽ không tìm cách tái đắc cử vào năm 2010, Bennett đã tuyên bố tranh cử vào ghế này. Ông là một trong năm ứng cử viên để tranh cử: hai đảng Dân chủ, hai đảng Cộng hòa và một đảng Libertarian. Trong cuộc bầu cử sơ bộ của đảng Dân chủ được tổ chức vào ngày 8 tháng 6, Bennett đã giành được 85% số phiếu, đánh bại đối thủ của mình nhiều hơn năm. Trong cuộc tổng tuyển cử được tổ chức vào ngày 2 tháng 11, Bennett đã giành chiến thắng trong gang tấc: ông chiếm 50,4% phiếu bầu trong khi ứng cử viên đảng Cộng hòa giành được 46,9% và Libertarian 2,7%. Ông nhậm chức vào tháng 1 năm 2011.
Bennett phục vụ như một người đứng đầu thiểu số trong nhà trong phiên 2015-2016.
Bennett là người đồng tính công khai. Ông là người đồng tính nam công khai đầu tiên phục vụ trong cơ quan lập pháp Montana. Chiến dịch năm 2010 của ông đã giành được sự ủng hộ của Quỹ Chiến thắng Đồng tính nam & Đồng tính nữ.